# Mahomed al II-lea
Mahomed al II-lea (limba turcă otomană: محمد بن مراد, Meḥmed-i s̠ānī; cunoscut sub numele de Fatih Sultan Mehmed (Sultanul Mahomed Cuceritorul), scurt Fâtih (Cuceritorul); cunoscut în Europa sub numele de Grand Turco sau Turcarum Imperator; n. 30 martie 1432, Edirne, Imperiul Otoman – d. 3 mai 1481, Gebze, Kocaeli, Turcia) a fost al șaptelea sultan al Imperiului Otoman. El a domnit între 1444 și 1446, și ulterior între 1451 și 1481, până la moartea sa. La 29 mai 1453, el a cucerit Constantinopolul, aducând astfel sfârșitul Imperiului Bizantin. A fost cel de-al treilea fiu al sultanului Murad al II-lea și a ajuns sultan la vârsta de 12 ani după abdicarea tatălui său, ca apoi să-și înceapă a doua și cea mai importantă domnie la moartea lui Murad al II-lea. A fost unul dintre cei mai puternici sultani din istoria Imperiului Otoman.

## Prima domnie
Mahomed a devenit sultan în urma abdicării lui Murad al II-lea în 1444, acțiune fără precedent în istoria Imperiului Otoman. Până atunci, începând de la vârsta de 5 ani, tânărul Mahomed a deținut în mod oficial rolul de guvernator la Amasya, puterea efectivă având-o un lala, îndrumător politic și educativ al prințului otoman, numit de sultan. Schimbarea bruscă în politica otomană a fost interpretată ca o oportunitate de reluare a ostilităților. În contextul sosirii cruciaților la Varna în toamna lui 1444, Murad al II-lea a fost chemat de vizirul Çandarlı Halil, om politic căruia precedentul sultan i-a atribuit responsabilitatea supravegherii lui Mahomed, să conducă armata împotriva creștinilor. După victoria obținută în bătălia de la Varna, Murad s-a întors la Manisa. Prima domnie a lui Mahomed al II-lea s-a caracterizat printr-o succesiune de crize politice și economice interne. Devalorizarea monedei de argint cu 10% de către tânărul sultan a avut efecte negative asupra funcționarilor otomani și a ienicerilor. Acestia din urmă s-au răsculat în 1446 la Edirne, iar această criză a dus la rechemarea lui Murad al II-lea de către Çandarlı Halil pașa în 1446. În urma detronării sale, Mahomed s-a îndreptat spre Manisa ca guvernator, unde a rămas până la moartea tatălui său în 1451.

## Succese militare
Primul obiectiv al lui Mahomed al II-lea la reinstaurarea sa a fost pacificarea frontierelor imperiului înainte de cucerirea capitalei bizantine, la acea vreme doar o umbră firavă a fostei metropole strălucitoare. Orașul era râvnit de otomani și datorită semnificațiilor politice și religioase, dar și pentru a elimina un „ghimpe în coastă”. Asediul a durat aproximativ două luni și, la 29 mai 1453, orașul a căzut, fiind supus jafului. Conform istoricului Caroline Finkel, acțiunea lui Mahomed al II-lea a fost a treisprezecea încercare de cucerire, iar pentru a pregăti ofensiva otomanii au construit ceea ce astăzi poartă denumirea de Rumeli Hisarı, o fortificație la nord de Constantinopol.
Cucerirea Constantinopolului în 1453 l-a transformat pe Mahomed al II-lea în cel mai renumit conducător în lumea musulmană. În următorii 30 de ani el a încercat nu numai să facă din noua capitală cel mai important și mai frumos oraș din lumea întreagă, ci și să devină, el însuși, ca urmaș al împăratului Bizanțului, conducătorul absolut al unui imperiu în plină expansiune. Pentru a realiza acest lucru, el a început prin a distruge tot ceea ce reamintea de puterea bizantină. A ordonat uciderea oricăruia dintre grecii bizantini ce ar fi putut fi numit împărat. Apoi, flota sa a pătruns în Marea Neagră și a obligat toate formațiunile aflate de-a lungul coastei să plătească tribut ca o recunoaștere a supremației otomane.
Ulterior căderii Constantinopolului, Mahomed al II-lea a primit predarea Galatei, o colonie genoveză la acea vreme. Orașul, numit în limba turcă Konstantiniyye, a mai primit o denumire, Istanbul, care a devenit oficială, însă abia în 1930. Controlul strâmtorilor a dat o lovitură grea comerțului genovez în Marea Neagră, aceasta fiind ulterior înconjurată în secolul al XVI-lea de teritorii cucerite de otomani sau dependente de aceștia.
Următoarea țintă a sultanului a fost reprezentată de peninsula Balcanică. Prima campanie s-a îndreptat împotriva Serbiei, stat vasal al Imperiului Otoman. Puterea acesteia scăzuse dramatic după înfrângerea din 1389 în bătălia de la Kosovo Polje. În 1456, otomanii au asediat Belgradul, cetate apărată atunci de Ioan de Hunedoara, care, în urma victoriei, a căzut victimă ciumei. Belgradul a rămas în mâinile creștinilor până la cucerirea de către Suleiman I în 1522. Între 1454 și 1464, armatele lui Mahomed au pătruns puternic în Balcani, la sud de Dunăre, pe care o considera frontiera de nord a Imperiului Otoman în sud-estul Europei. În 1455, Mahomed a năvălit în Serbia, anul următor a atacat Belgradul. În 1459, Serbia a fost cucerită. O incursiune a armatei otomane în Grecia a condus la preluarea Atenei în 1458 și a Moreei în 1460. Bosnia a fost anexată în 1464.
În 1462 a urmat campania contra Țării Românești, al cărei domn era Vlad Drăculea, supranumit „Țepeș” (cunoscut ca Vlad Țepeș). Deși a provocat pagube semnificative armatei otomane ca urmare a atacului de noapte de la Târgoviște, Țepeș s-a retras în Ungaria și Mahomed al II-lea a reușit să-l impună ca domn pe Radu cel Frumos.
Un aspect important al domniei sultanului Mahomed al II-lea a reprezentat-o dezvoltarea unei flote puternice. În urma cuceririi Constantinopolului, sultanul a întemeiat un șantier naval la Cornul de Aur, la malul Bosforului, pentru construcția unei flote de război capabile să controleze mările. În 1475, otomanii au cucerit Caffa și alte posesiuni genoveze datorită inițiativei lui Mahomed al II-lea.
În 1470, capturarea insulei Negroponte, important centru comercial venețian din zona continentală a Greciei, a provocat panică în întreaga Italie. În final, venețienii au acceptat să plătească sultanului un tribut anual substanțial. În anul 1480, flota lui Mahomed al II-lea a cucerit portul Otranto din sudul Italiei. În 1472 a mobilizat întreaga sa armată de circa 100.000 de persoane și a învins forțele lui Uzun Hasan la Bashkent. Tratatul de pace care a urmat i-a acordat lui Mahomed al II-lea controlul asupra întregii Anatolii până la râul Eufrat.

## Războiul cu Moldova (1475–1476)

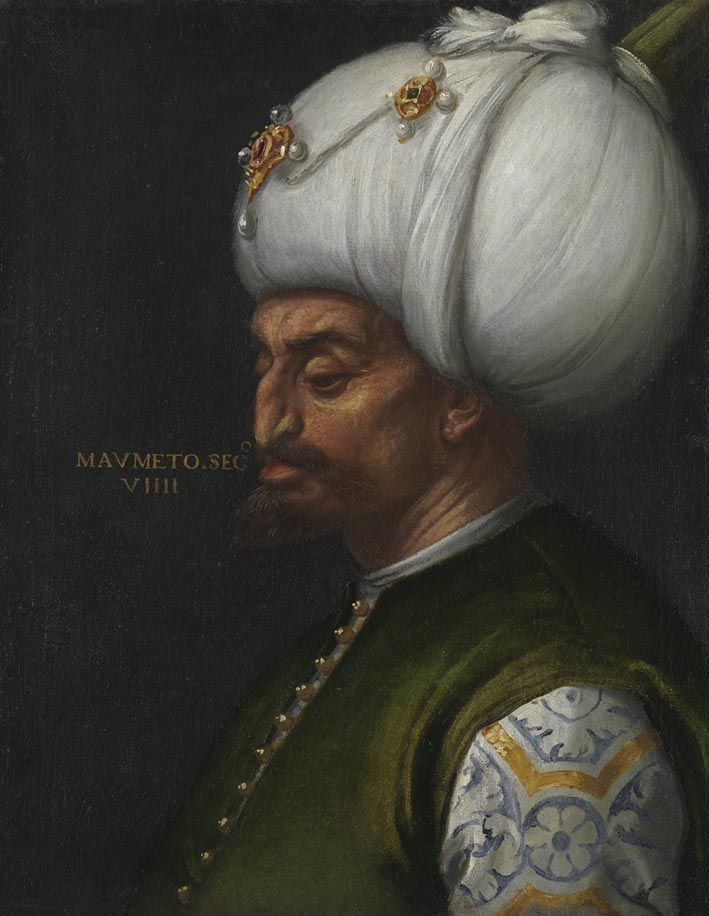
Mahomed al II-lea, portret de Paolo Veronese

În 1456, Petru Aron (1419-1467) acceptase să plătească otomanilor un tribut anual de 2000 de ducați de aur pentru a-și asigura frontiera sudică, el fiind astfel primul domn moldovean care a acceptat cererile turcilor. Succesorul său, Ștefan cel Mare, a respins suzeranitatea otomană, și ca urmare a izbucnit un șir de războaie. Ștefan a încercat să aducă și Țara Românească în sfera sa de influență și a susținut un favorit al său pentru tronul muntenesc. A urmat o luptă de durată între diferiții domnitori munteni susținuți de maghiari, de otomani și de Ștefan. În 1475 a fost trimisă o armată otomană în frunte cu Hadım Ali Paşa (?-1511) pentru a-l pedepsi pe Ștefan pentru amestecul în Țara Românească; otomanii au suferit însă o grea înfrângere în bătălia de la Vaslui. Mahomed al II-lea a adunat o mare armată și a intrat în Moldova în iunie 1476. Între timp, grupuri de tătari din Hanatul Crimeii (un aliat recent al otomanilor) au fost trimise să atace Moldova, invaziile lor fiind respinse. Alte surse menționează însă că unele forțe tătaro-otomane au „ocupat Basarabia și au cucerit Cetatea Albă, cucerind teritoriul de la sud de gurile Dunării. Ștefan a încercat să evite o luptă deschisă cu otomanii și a urmat politica pământului pârjolit”.
În cele din urmă, Ștefan a trebuit să lupte deschis cu otomanii. Moldovenii i-au atras pe otomani într-o pădure pe care apoi au incendiat-o, provocând moartea unei părți din oșteni. Văzând riscul ca armata sa să fie învinsă, Mahomed al II-lea a atacat cu garda sa personală, și a reușit să-i remotiveze pe ieniceri, întorcând soarta bătăliei. Ienicerii turci au traversat pădurea și i-au atacat pe apărătorii ei în luptă corp-la-corp.
Armata moldoveană a fost învinsă (cu pierderi grele de ambele părți), iar cronicile spun că întregul câmp de luptă era acoperit de oasele morților, de unde probabil și toponimul (Valea Albă în română, Akdere în turcă).
Ștefan cel Mare s-a retras în partea nord-vestică a Moldovei sau chiar în Polonia și a început să strângă o nouă armată.
Otomanii nu au reușit însă să cucerească niciuna din cetățile fortificate din Moldova (Suceava, Neamț, Hotin), fiind în schimb hărțuiți de atacurile de gherilă ale moldovenilor. În curând, au început să se confrunte cu probleme de aprovizionare și cu o epidemie de ciumă, armata retrăgându-se pe teritoriul otoman. Chiar și așa, obiectivul de a opri amestecul lui Ștefan în Țara Românească a fost îndeplinit.

## Mohamed al II-lea în literatură și muzică

### Beletristică
- Marcel Proust, partea I a romanului În căutarea timpului pierdut, O iubire a lui Swann
- Stefan Zweig, nuvela Die Eroberung von Byzanz

### Muzică
- Gioachino Rossini, opera Maometto secondo

## Mohamed al II-lea în cinematografia turcească si muzee

### Film și televiziune
- İstanbul'un Fethi (1951)
- Fetih 1453 (2012)
- Imperiul Otoman (2019)

### Muzee
- Panorama 1453 Tarih Müzesi, Istanbul